# Hormigos
Hormigos es un municipio y localidad española de la provincia de Toledo, en la comunidad autónoma de Castilla-La Mancha. El término municipal, ubicado en el valle del río Alberche, tiene una población de 992 habitantes (INE 2024).

## Toponimia
El término Hormigos es de origen incierto, aunque es probable que se derive del latín formica, hormiga.

## Geografía
El municipio se encuentra situado «en un valle, pero ventilado por todos aires», en la comarca de Torrijos y linda con los términos municipales de Escalona y Nombela al norte, Maqueda al este, Santa Olalla y Otero al sur, y El Casar de Escalona al oeste. Dista 52 km de la ciudad de Toledo y 45 km de Talavera de la Reina. 
|                             | Norte: Escalona y Nombela |               |
| Oeste: El Casar de Escalona |                           | Este: Maqueda |
|                             | Sur: Santa Olalla y Otero |               |

## Historia
A principios del siglo XV, los vecinos del antiguo poblado de La Higuera del Campo comienzan a abandonarlo por problemas de insalubridad y, a poca distancia, se forma el núcleo al que llaman Hormigos. La elección del lugar es posible que fuera debida a la proximidad de una importante cañada ganadera y a dos vados en el Alberche. A mediados del siglo XVI el pueblo se denominaba Hormigos y La Higuera del Campo.
Perteneció al señorío ducal de Escalona, dependiendo sus dos parroquias del arciprestazgo de esa villa. En 1749 adquiere el título de villa, y a finales de ese siglo La Higuera del Campo queda despoblada, aunque aún seguían en pie la ermita y la frondosa higuera a la que debía su nombre y de la cual la gente guardaba las hojas para curar sus enfermedades. 
A mediados del siglo XIX tenía 70 casas y el presupuesto municipal ascendía a 4000 reales. Su producción se basaba en el trigo, cebada, centeno y aceite; se mantenía ganado lanar, porcino, 24 pares de bueyes y 15 de mulas.
En la actualidad su economía se basa en la agricultura, con grandes extensiones dedicadas al cultivo de la vid, y la ganadería, contando el municipio con varias granjas.
Dos grandes urbanizaciones en la ribera del río Alberche, han dado vida al pueblo en la actualidad, Fuente Romero y Soto Alberche, que empezaron siendo residencias de fines de semana y en la actualidad, tienen un gran número de personas empadronadas en el municipio.

## Demografía
Cuenta con una población de 992 habitantes (INE 2024).
| Gráfica de evolución demográfica de Hormigos entre 1842 y 2021                                                        |
| |
| Población de derecho según los censos de población del INE. Población de hecho según los censos de población del INE. |

## Transporte y comunicaciones
Parque de vehículos de motor
| Tipo de vehículo          | Cantidad |
| ------------------------- | -------- |
| Furgonetas y camiones     | 122      |
| Turismos                  | 481      |
| Motocicletas              | 62       |
| Tractores industriales    | 1        |
| Remolques y semiremolques | 3        |
| Otros                     | 21       |
| Total                     | 690      |

Red viaria
Dentro de la red de carreteras, Hormigos cuenta con las siguientes conexiones:
| Identificador | Denominación         | Itinerario                                            |
| ------------- | -------------------- | ----------------------------------------------------- |
| TO-1044       | Carretera provincial | Otero - A-5 - El Casar de Escalona - Hormigos - N-403 |

Ferrocarril
Hormigos no tiene estación de ferrocarril dentro de su municipio. La estación de tren más cercana se encuentra en el municipio de  Torrijos, situada a 25 kilómetros de distancia. Dicha estación, gestionada por Adif, se encuentra en la línea Madrid-Extremadura.

## Economía
Evolución de la deuda viva
El concepto de deuda viva contempla solo las deudas con cajas y bancos relativas a créditos financieros, valores de renta fija y préstamos o créditos transferidos a terceros, excluyéndose, por tanto, la deuda comercial.
| Gráfica de evolución de la deuda viva del ayuntamiento entre 2008 y 2021                             |
| |
| Deuda viva del ayuntamiento en miles de euros según datos del Ministerio de Hacienda y Ad. Públicas. |

La deuda viva municipal por habitante en 2021 ascendía a 498,76 €.

## Administración
| Periodo   | Nombre                           | Partido |
| --------- | -------------------------------- | ------- |
| 1979-1983 | Adrián Rodríguez Gómez           | UCD     |
| 1983-1987 | Basilio Damián Solórzano Sánchez | PSOE    |
| 1987-1991 | Basilio Damián Solórzano Sánchez | PSOE    |
| 1991-1995 | Basilio Damián Solórzano Sánchez | PSOE    |
| 1995-1999 | Ángel Miguel Recio Lobato        | PP      |
| 1999-2003 | Basilio Damián Solórzano Sánchez | PSOE    |
| 2003-2007 | Basilio Damián Solórzano Sánchez | PSOE    |
| 2007-2011 | Basilio Damián Solórzano Sánchez | PSOE    |
| 2011-2015 | José Emilio Pérez Rioja          | PP      |
| 2015-2019 | José Emilio Pérez Rioja          | PP      |
| 2019-2023 | José Emilio Pérez Rioja          | PP      |
| 2023-act. | José Emilio Pérez Rioja          | PP      |

| Partido político                                    | 2023  | 2023  | 2023       | 2019  | 2019  | 2019       | 2015  | 2015  | 2015       | 2011  | 2011  | 2011       | 2007  | 2007  | 2007       |
| Partido político                                    | Votos | %     | Concejales | Votos | %     | Concejales | Votos | %     | Concejales | Votos | %     | Concejales | Votos | %     | Concejales |
| Partido Popular (PP)                                | 308   | 58,22 | 5          | 245   | 53,49 | 4          | 239   | 51,18 | 4          | 231   | 49,78 | 4          | 136   | 34,69 | 2          |
| Partido Socialista Obrero Español (PSOE)            | 166   | 31,37 | 2          | 211   | 46,07 | 3          | 208   | 44,54 | 3          | 211   | 45,47 | 3          | 251   | 64,03 | 5          |
| Unión de Ciudadanos Independientes (UCIN)           | 33    | 6,23  | 0          | -     | -     | -          | -     | -     | -          | -     | -     | -          | -     | -     | -          |
| VOX                                                 | 19    | 3,59  | 0          | -     | -     | -          | -     | -     | -          | -     | -     | -          | -     | -     | -          |
| Ciudadanos                                          | -     | -     | -          | -     | -     | -          | 13    | 2,78  | 0          | -     | -     | -          | -     | -     | -          |
| Union de Ciudadanos Independientes de Toledo (UCIT) | -     | -     | -          | -     | -     | -          | -     | -     | -          | 17    | 3,66  | 0          | -     | -     | -          |

## Patrimonio

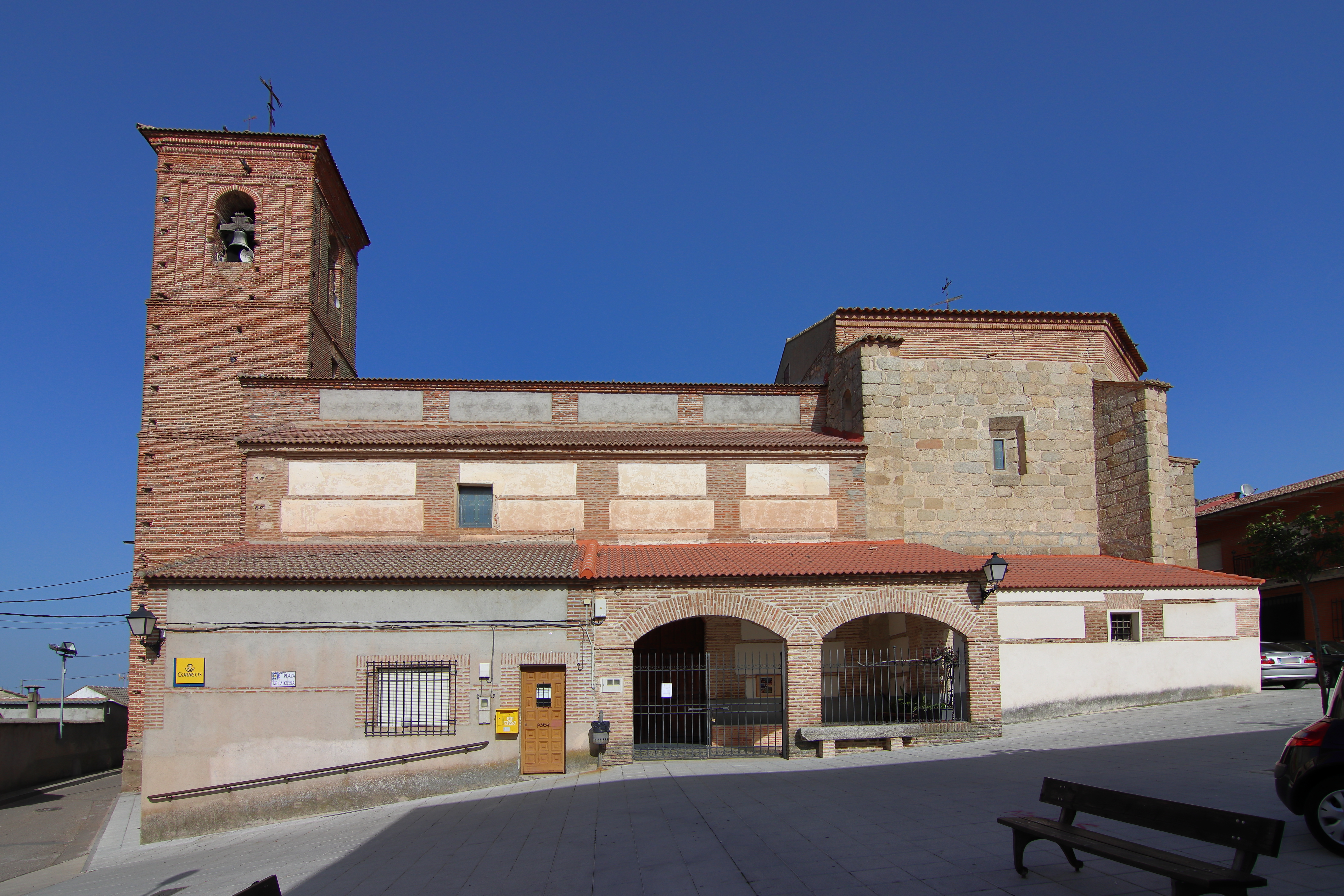
Iglesia de San Bartolomé

- Iglesia de San BartoloméIglesia parroquial de San Bartolomé.

## Fiestas
- Último domingo de mayo: Virgen de la Higuera.
- 24 y 25 de agosto: San Bartolomé.